# Tour de Flandes

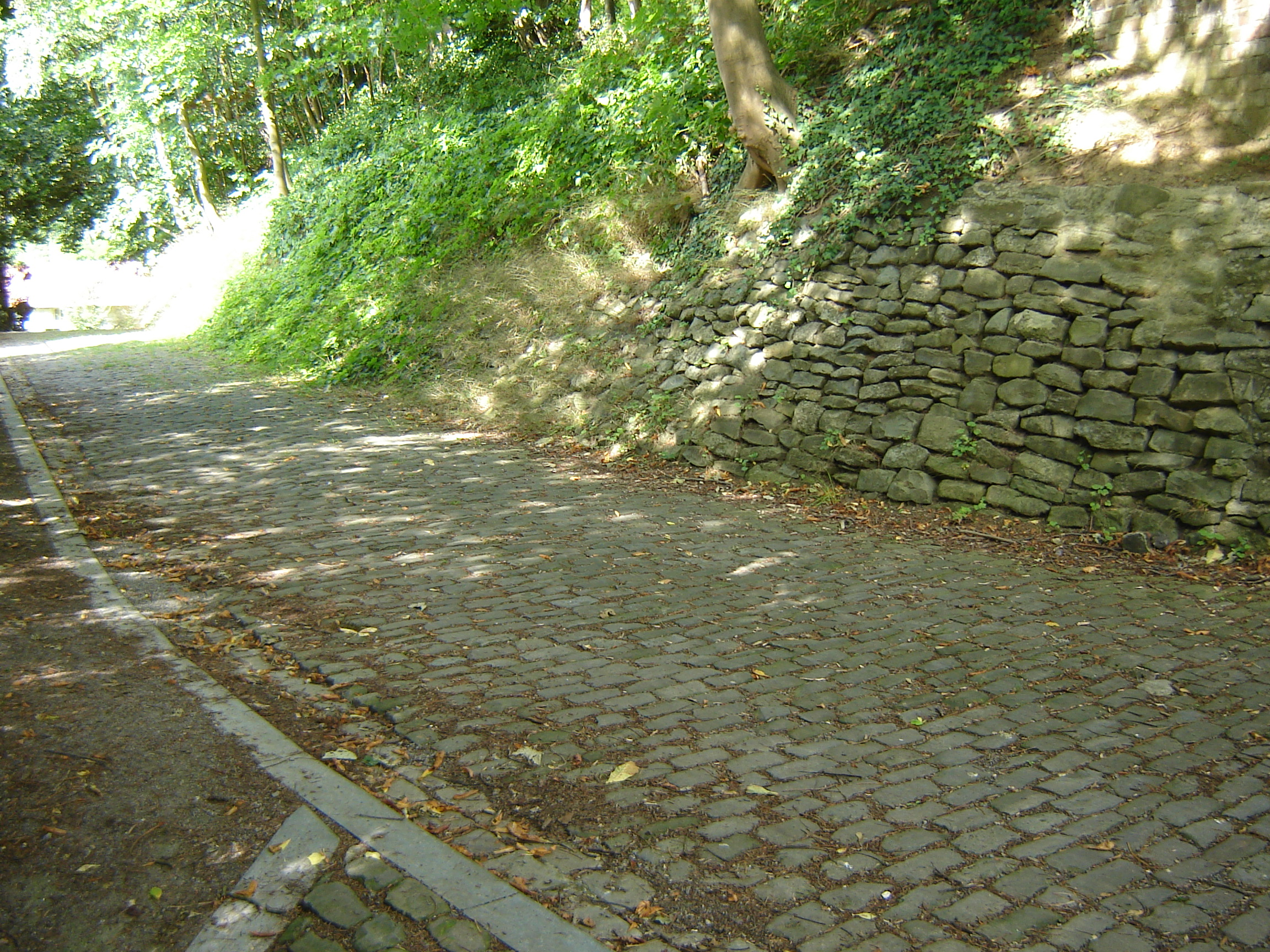
Muur van Geraardsbergen

El Tour de Flandes (Ronde van Vlaanderen en neerlandès) és una cursa ciclista que se celebra a Flandes (Bèlgica) a la primavera. Comença el primer diumenge d'abril. Entre el 1989 i el 2004 va formar part de la Copa del Món de ciclisme i, actualment, forma part del calendari UCI WorldTour.
Es va organitzar per primera vegada l'any 1913 (amb 37 corredors) i es va reprendre el 1919 després de la interrupció per causa de la primera guerra mundial. És un dels cinc «monuments del ciclisme», juntament a la Milà-Sanremo, la París-Roubaix, la Lieja-Bastogne-Lieja i la Volta a Llombardia.

## Història
El Tour de Flandes es creà el 1913 per una idea de Karel van Wijnendaele, fundador del diari esportiu Sportwereld. Aquella edició tingué un recorregut de 330 km. Les primeres edicions no tingueren molt de ressò i sols 37 ciclistes prengueren part en l'edició de 1913 i 47 en la de 1914.
Durant la Primera Guerra Mundial no es pogué organitzar la cursa, però tan bon punt finalitzà es recuperà, el 1919, amb un recorregut similar a les edicions precedents. En aquell moment la cursa era ignorada pels estranger. No serà fins al 1920 quan els principals constructors de bicicletes francesos hi participin. El primer vencedor estranger fou el suís Heiri Suter, el 1923. La reputació de la cursa va anar creixent durant els anys 20 i 30, tot i que sovint s'organitzava simultàniament a la Milà-Sanremo, cosa que li treia participació. El 1939, el diari Sportwereld es fusionà amb el diari Het Nieuwsblad, passant a ser aquest darrer el propietari de la cursa.
Durant la Segona Guerra Mundial Karel Van Wijnendaele aconseguí que els ocupants nazis permetessin la seva celebració. El 1947 els diaris L'Équipe, La Gazzetta dello Sport, Het Nieuwsblad-Sportwereld i Les Sports decideixen crear la Challenge Desgrange-Colombo, una competició per punts amb les curses que ells organitzaven, per tal d'incitar el millors ciclistes a prendre part en cadascuna d'elles. Gràcies a aquesta iniciativa el Tour de Flandes passa a ser una de les principals clàssiques del calendari ciclista, mantenint el seu estatus en el Super Prestige Pernod, la Copa del món, l'UCI ProTour i l'UCI World Tour.
Els belgues Achiel Buysse, Eric Leman, Johan Museeuw i Tom Boonen, l'italià Fiorenzo Magni, el suís Fabian Cancellara i el neerlandès Mathieu van der Poel ostenten el rècord de victòries a la cursa, amb tres.
Actualment la ciutat de Bruges fa els tràmits per tal que el Tour de Flandes esdevingui Patrimoni Cultural Immaterial de la Humanitat.

## Llista de guanyadors
| Any                                                         | Vencedor             | Segon                  | Tercer                      |
| ----------------------------------------------------------- | -------------------- | ---------------------- | --------------------------- |
| 1913                                                        | Paul Deman           | Joseph Van Daele       | Victor Doms                 |
| 1914                                                        | Marcel Buysse        | Henri Van Lerberghe    | Pierre Van De Velde         |
| 1915-1918 No disputada a causa de la Primera guerra mundial |                      |                        |                             |
| 1919                                                        | Henri Van Lerberghe  | Léon Buysse            | Jules Van Hevel             |
| 1920                                                        | Jules Van Hevel      | Albert Dejonghe        | Alfons Van Hecke            |
| 1921                                                        | René Vermandel       | Jules Van Hevel        | Louis Budts                 |
| 1922                                                        | Léon Devos           | Jean Brunier           | Francis Pélissier           |
| 1923                                                        | Heiri Suter          | Charles Deruyter       | Albert Dejonghe             |
| 1924                                                        | Gérard Debaets       | René Vermandel         | Félix Sellier               |
| 1925                                                        | Julien Delbecque     | Joseph Pe              | Hector Martin               |
| 1926                                                        | Denis Verschueren    | Gustaaf Van Slembrouck | Raymond De Corte            |
| 1927                                                        | Gérard Debaets       | Gustaaf Van Slembrouck | Maurice De Waele            |
| 1928                                                        | Jan Mertens          | August Mortelmans      | Louis Delannoy              |
| 1929                                                        | Jef Dervaes          | Georges Ronsse         | Alfred Hamerlinck           |
| 1930                                                        | Frans Bonduel        | Aimé Dossche           | Émile Joly                  |
| 1931                                                        | Romain Gijssels      | Cesar Bogaert          | Jean Aerts                  |
| 1932                                                        | Romain Gijssels      | Alfons Deloor          | Alfred Hamerlinck           |
| 1933                                                        | Alfons Schepers      | Léon Tommies           | Romain Gijssels             |
| 1934                                                        | Gaston Rebry         | Alfons Schepers        | Félicien Vervaecke          |
| 1935                                                        | Louis Duerloo        | Eloi Meulenberg        | Corneille Leemans           |
| 1936                                                        | Louis Hardiquest     | Edgard De Caluwé       | François Neuville           |
| 1937                                                        | Michel D'Hooghe      | Hubert Deltour         | Louis Hardiquest            |
| 1938                                                        | Edgard De Caluwé     | Sylvère Maes           | Marcel Kint                 |
| 1939                                                        | Karel Kaers          | Romain Maes            | Edward Vissers              |
| 1940                                                        | Achiel Buysse        | Georges Christiaens    | Albéric Schotte             |
| 1941                                                        | Achiel Buysse        | Gustaaf Van Overloop   | Odiel Van Den Meersschaut   |
| 1942                                                        | Albéric Schotte      | Georges Claes          | Robert Van Eenaeme          |
| 1943                                                        | Achiel Buysse        | Albert Sercu           | Camille Beeckman            |
| 1944                                                        | Rik Van Steenbergen  | Albéric Schotte        | Jef Moerenhout              |
| 1945                                                        | Sylvain Grysolle     | Albert Sercu           | Jef Moerenhout              |
| 1946                                                        | Rik Van Steenbergen  | Louis Thiétard         | Albéric Schotte             |
| 1947                                                        | Emiel Faignaert      | Roger Desmet           | Rik Renders                 |
| 1948                                                        | Albéric Schotte      | Albert Ramon           | Marcel Rijckaert            |
| 1949                                                        | Fiorenzo Magni       | Valère Ollivier        | Albéric Schotte             |
| 1950                                                        | Fiorenzo Magni       | Albéric Schotte        | Louis Caput                 |
| 1951                                                        | Fiorenzo Magni       | Bernard Gauthier       | Attilio Redolfi             |
| 1952                                                        | Roger Decock         | Loretto Petrucci       | Albéric Schotte             |
| 1953                                                        | Wim van Est          | Désiré Keteleer        | Bernard Gauthier            |
| 1954                                                        | Raymond Impanis      | François Mahé          | Alfons Vandenbrande         |
| 1955                                                        | Louison Bobet        | Hugo Koblet            | Rik Van Steenbergen         |
| 1956                                                        | Jean Forestier       | Stan Ockers            | Léon Van Daele              |
| 1957                                                        | Alfred De Bruyne     | Joseph Planckaert      | Norbert Kerckhove           |
| 1958                                                        | Germain Derycke      | Willy Truye            | Angelo Conterno             |
| 1959                                                        | Rik Van Looy         | Frans Schoubben        | Gilbert Desmet              |
| 1960                                                        | Arthur Decabooter    | Jean Graczyk           | Rik Van Looy                |
| 1961                                                        | Tom Simpson          | Nino Defilippis        | Jo de Haan                  |
| 1962                                                        | Rik Van Looy         | Michel Van Aerde       | Norbert Kerckhove           |
| 1963                                                        | Noël Foré            | Frans Melckenbeeck     | Tom Simpson                 |
| 1964                                                        | Rudi Altig           | Benoni Beheyt          | Jo de Roo                   |
| 1965                                                        | Jo de Roo            | Edward Sels            | Georges Van Coningsloo      |
| 1966                                                        | Edward Sels          | Adriano Durante        | Georges Vandenberghe        |
| 1967                                                        | Dino Zandegù         | Noël Foré              | Eddy Merckx                 |
| 1968                                                        | Walter Godefroot     | Rudi Altig             | Jan Janssen                 |
| 1969                                                        | Eddy Merckx          | Felice Gimondi         | Marino Basso                |
| 1970                                                        | Eric Leman           | Walter Godefroot       | Eddy Merckx                 |
| 1971                                                        | Evert Dolman         | Frans Kerremans        | Cyrille Guimard             |
| 1972                                                        | Eric Leman           | André Dierickx         | Frans Verbeeck              |
| 1973                                                        | Eric Leman           | Freddy Maertens        | Eddy Merckx                 |
| 1974                                                        | Cees Bal             | Frans Verbeeck         | Eddy Merckx                 |
| 1975                                                        | Eddy Merckx          | Frans Verbeeck         | Marc Demeyer                |
| 1976                                                        | Walter Planckaert    | Francesco Moser        | Marc Demeyer                |
| 1977                                                        | Roger De Vlaeminck   | Walter Godefroot       | Jan Raas                    |
| 1978                                                        | Walter Godefroot     | Michel Pollentier      | Gregor Braun                |
| 1979                                                        | Jan Raas             | Marc Demeyer           | Daniel Willems              |
| 1980                                                        | Michel Pollentier    | Francesco Moser        | Jan Raas                    |
| 1981                                                        | Hennie Kuiper        | Frits Pirard           | Jan Raas                    |
| 1982                                                        | René Martens         | Eddy Planckaert        | Rudy Pevenage               |
| 1983                                                        | Jan Raas             | Ludo Peeters           | Marc Sergeant               |
| 1984                                                        | Johan Lammerts       | Sean Kelly             | Jean-Luc Vandenbroucke      |
| 1985                                                        | Eric Vanderaerden    | Phil Anderson          | Hennie Kuiper               |
| 1986                                                        | Adri van der Poel    | Sean Kelly             | Jean-Philippe Vandenbrande  |
| 1987                                                        | Claude Criquielion   | Sean Kelly             | Eric Vanderaerden           |
| 1988                                                        | Eddy Planckaert      | Phil Anderson          | Adri van der Poel           |
| 1989                                                        | Edwig Van Hooydonck  | Herman Frison          | Dag Otto Lauritzen          |
| 1990                                                        | Moreno Argentin      | Rudy Dhaenens          | John Talen                  |
| 1991                                                        | Edwig Van Hooydonck  | Johan Museeuw          | Rolf Sørensen               |
| 1992                                                        | Jacky Durand         | Thomas Wegmüller       | Edwig Van Hooydonck         |
| 1993                                                        | Johan Museeuw        | Frans Maassen          | Dario Bottaro               |
| 1994                                                        | Gianni Bugno         | Johan Museeuw          | Andrei Txmil                |
| 1995                                                        | Johan Museeuw        | Fabio Baldato          | Andrei Txmil                |
| 1996                                                        | Michele Bartoli      | Fabio Baldato          | Johan Museeuw               |
| 1997                                                        | Rolf Sørensen        | Frédéric Moncassin     | Franco Ballerini            |
| 1998                                                        | Johan Museeuw        | Stefano Zanini         | Andrei Txmil                |
| 1999                                                        | Peter Van Petegem    | Frank Vandenbroucke    | Johan Museeuw               |
| 2000                                                        | Andrei Txmil         | Dario Pieri            | Romāns Vainšteins           |
| 2001                                                        | Gianluca Bortolami   | Erik Dekker            | Denis Zanette               |
| 2002                                                        | Andrea Tafi          | Johan Museeuw          | Peter Van Petegem           |
| 2003                                                        | Peter Van Petegem    | Frank Vandenbroucke    | Stuart O'Grady              |
| 2004                                                        | Steffen Wesemann     | Leif Hoste             | Dave Bruylandts             |
| 2005                                                        | Tom Boonen           | Andreas Klier          | Peter Van Petegem           |
| 2006                                                        | Tom Boonen           | Leif Hoste             | George Hincapie             |
| 2007                                                        | Alessandro Ballan    | Leif Hoste             | Luca Paolini                |
| 2008                                                        | Stijn Devolder       | Nick Nuyens            | Joan Antoni Flecha Giannoni |
| 2009                                                        | Stijn Devolder       | Heinrich Haussler      | Philippe Gilbert            |
| 2010                                                        | Fabian Cancellara    | Tom Boonen             | Philippe Gilbert            |
| 2011                                                        | Nick Nuyens          | Sylvain Chavanel       | Fabian Cancellara           |
| 2012                                                        | Tom Boonen           | Filippo Pozzato        | Alessandro Ballan           |
| 2013                                                        | Fabian Cancellara    | Peter Sagan            | Jürgen Roelandts            |
| 2014                                                        | Fabian Cancellara    | Greg Van Avermaet      | Sep Vanmarcke               |
| 2015                                                        | Alexander Kristoff   | Niki Terpstra          | Greg Van Avermaet           |
| 2016                                                        | Peter Sagan          | Fabian Cancellara      | Sep Vanmarcke               |
| 2017                                                        | Philippe Gilbert     | Greg Van Avermaet      | Niki Terpstra               |
| 2018                                                        | Niki Terpstra        | Mads Pedersen          | Philippe Gilbert            |
| 2019                                                        | Alberto Bettiol      | Kasper Asgreen         | Alexander Kristoff          |
| 2020                                                        | Mathieu van der Poel | Wout van Aert          | Alexander Kristoff          |
| 2021                                                        | Kasper Asgreen       | Mathieu van der Poel   | Greg Van Avermaet           |
| 2022                                                        | Mathieu van der Poel | Dylan van Baarle       | Valentin Madouas            |
| 2023                                                        | Tadej Pogačar        | Mathieu van der Poel   | Mads Pedersen               |
| 2024                                                        | Mathieu van der Poel | Luca Mozzato           | Nils Politt                 |
| 2025                                                        | Tadej Pogačar        | Mads Pedersen          | Mathieu van der Poel        |

### Victòries per país
| #  | País          | Victòries | Darrera victòria            |
| -- | ------------- | --------- | --------------------------- |
| 1. | Bèlgica       | 69        | Philippe Gilbert (2017)     |
| 2. | Països Baixos | 13        | Mathieu van der Poel (2024) |
| 3. | Itàlia        | 11        | Alberto Bettiol (2019)      |
| 4. | Suïssa        | 4         | Fabian Cancellara (2014)    |
| 5. | França        | 3         | Jacky Durand (1992)         |
| 6. | Alemanya      | 2         | Steffen Wesemann (2004)     |
| 6. | Dinamarca     | 2         | Kasper Asgreen (2021)       |
| 8. | Regne Unit    | 1         | Tom Simpson (1961)          |
| 8. | Noruega       | 1         | Alexander Kristoff (2015)   |
| 8. | Eslovàquia    | 1         | Peter Sagan (2016)          |
| 8. | Eslovènia     | 1         | Tadej Pogacar (2023)        |